# Муватта имама Малика
Мува́тта има́ма Ма́лика (араб. موطأ الإمام مالك‎) — сборник хадисов-преданий о жизни и поступках исламского пророка Мухаммеда. Автором сборника является выдающийся хадисовед, факих, имам, основатель маликитского мазхаба — Малик ибн Анас аль-Асбахи.

## Автор
Малик ибн Анас родился в 713 году в районе Зи Марва в Джарфе близ Медины. Его предки были родом из Йемена и занимались торговлей. Отец Малика был мастером по изготовлению стрел. Малик с детства обучался кораническим наукам у своих родственников, среди которых был его родной дядя Абу Сухайль Нафи. Его дед был прославленным знатоком хадисов, считался одним из подлинных рассказчиков (рави) и умер когда Малику было десять лет. Малик изучал фикх у Рабии ибн Абдуррахмана; 13 лет провёл в кружке Абдуррахмана ибн Хурмуза, обучаясь у него и его учеников, в том числе Ибн Шихаба аз-Зухри. Малику посчастливилось посещать собрания Джафара ас-Садика, у которого он почерпнул большие познания.
Особый интерес у Малика ибн Анаса вызывали хадисы Пророка и фетвы его сподвижников. Большое значение в его становлении сыграло то обстоятельство, что живя в Медине, он мог общаться с потомками многих сподвижников пророка Мухаммеда. Он был знаком с доктринами и методологическими подходами, присущими хариджитам, мутазилитам, зейдитам, имамитам и другим группам. Он тщательно изучал учения различных философских школ.
Со временем стал самым авторитетным факихом Медины, которую он почти не покидал из-за тяжёлой хронической болезни. Занимался торговлей шёлковыми тканями. Отказывался от любых административных назначений.

## Описание книги
Название книги «Муватта» (араб. موطأ‎) означает лёгкий, доступный. Сборник состоит из 61 тематических «книг» (китаб), которые разделены на «главы» (баб). Одна из самых достоверных версий Муватты от Яхъи аль-Лейси насчитывает 1942 хадиса. Но некоторые составители помимо хадисов учитывают все сообщения в «Муватте», вплоть до примечаний самого имама Малика, и число преданий у них иногда доходит до 3069 (как в версии от Мус’аба аз-Зухри).
«Муватта» имама Малика является одним из первых сборников хадисов, в которых предания определены по разделам (баб), наряду с трудами таких улемов, как Ибн Джурайдж, ар-Раби’ ибн Субайх, Саид ибн Абу Урва, Хаммад ибн Саляма, Суфьян ас-Саури, Абдуррахман аль-Аузаи, Джарир ибн Абд аль-Хамид, Ибн аль-Мубарак, которые жили и записывали хадисы приемрно в одно и то же время (II век по хиджре).
В самом начале сборник «Муватта» состоял из примерно двадцати тысяч хадисов, число которых уменьшалось по мере того, как имам Малик работал над ним. По словам самого имама, он занимался этим сборником в течение 40 лет.

## Версии
Сборник имама Малика, как и другие книги того периода, передавался из уст в уста. У «Муватты» насчитывается 17 передатчиков (рави) из города Медина, 2 передатчика из Мекки, 10 из Египта, 27 из Ирака и близлежащих регионов, 13 из Магриба и аль-Андалуса, 2 из Кайруана, 2 из Туниса и 7 равиев из Шама (Левант).
На сегодняшний день насчитывается всего 14 версий «Муватты». Исследованию различий между версиями «Муватты» посвящены книги ад-Даракутни и Абу-ль-Валида аль-Баджи.
Сообщается, что халифы Аль-Махди, Аль-Хади, Харун ар-Рашид, его сыновья Аль-Амин, аль-Мамун и Аль-Мутамин (аль-Касим ибн ар-Рашид) были знакомы с данным трудом и имели рукописные копии «Муватты».

## Комментарии
Из-за важности аль-Муватты для мусульман она часто сопровождалась комментариями, в основном последователями маликитского мазхаба. Сообщается, что только к версии, переданной Яхьёй аль-Ляйси, около сотни комментариев.
- ат-Тамхид — комментарий Юсуфа ибн Абд аль-Барра, организованный в соответствии с упомянутыми в книге рассказчиками, и включает обширную биографическую информацию о каждом рассказчике в цепочке.
- аль-Истидкар — ещё один комментарий Ибн Абд аль-Барра, представляющий собой скорее юридическое толкование хадисов, содержащихся в книге. Сообщается, что аль-Истидкар был написан после ат-Тамхида, на что ссылается во введении сам автор. Однако при внимательном изучении становится очевидным, что автор внёс изменения в оба труда после их завершения из-за перекрестных ссылок, обнаруженных в обоих работах.
- Танвир аль-Хавалик — небольшой комментарий ас-Суюти[4].
- Аль-Мусаффа шарх аль-Муватта — комментарий Шаха Валиуллаха Дахлеви. Автор придавал большое значение аль-Муватте и написал ещё один комментарий на урду.
- Аль-Мунтака шарх аль-Муватта — комментарий Абу аль-Валида аль-Баджи, маликитского судья (кади) в аль-Андалусе. Шарх имеет две версии: аль-Истифа и его сокращение аль-Мунтака[5].
- Авджаз аль-Масалик иля Муватта имам Малик — комментарий деобандийской школы, написанный Мухаммадом Закариёй Кандехлеви. Он начал свою работу в 1927 году в Медине, когда ему было всего 29 лет.
- Шарх Муватта аль-Малик — комментарий Мухаммада аз-Зуркани[6]. Считается, что он основан на трех других комментариях к Муватте; ат-Тамхид и аль-Истидкар Юсуфа ибн Абд аль-Барра, а также аль-Мунтака Абу аль-Валида аль-Баджи.
- аль-Имля фи шарх аль-Муватта — комментарий Ибн Хазма. Труд состоит из 1000 листов[7].
- Шарх Минхадж — комментарий ас-Субки[8].
- Шарх Муватта — комментарий Али аль-Кари.